# Hôtel des Postes de Fort-de-France
L’Hôtel des Postes est un bâtiment de style néo-classique situé rue de la Liberté à Fort-de-France, en Martinique. Il abrite la Poste centrale de Fort-de-France.

## Historique
Le premier service des Postes aurait été créé en 1761 pour les besoins militaires. Son activité cesse lors de l'occupation anglaise de l'île et est rétablie en 1764 par un décret du gouverneur, le comte d'Ennery, avec un réseau postal complet.
L'Hôtel des Postes est construit sur le terrain des anciens bâtiments de l'inscription maritime et de l'inspection de la Marine et des Colonies détruits lors de l'incendie du 22 juin 1890. Il est inauguré le 20 mars 1910.

## Description
L'Hôtel des Postes est un bâtiment en pierre de style néo-classique, initialement couvert en tuiles, mais aujourd'hui couvert en tôle. Son style est inspiré de l'ancien palais de justice incendié en 1890.